# آنوپ‌شهر
آنوپ‌شهر (به انگلیسی: Anupshahr) یک منطقهٔ مسکونی در هند است که در شهرستان بلندشهر واقع شده‌است.

## خصوصیات
آنوپ‌شهر ۱۵ کیلومترمربع مساحت و ۲۳٬۶۷۶ نفر جمعیت دارد و ۱۸۲ متر بالاتر از سطح دریا واقع شده‌است.